# Nephrosperma
Nephrosperma, monotipski rod palmi smješten u podtribus Verschaffeltiinae, dio tribusa Areceae, potporodica Arecoideae. Jedina vrsta je sejšelski endem N. vanhoutteanum. 

## Sinonimi
- Areca nobilis Van Houtte
- Oncosperma vanhoutteanum H.Wendl. ex Van Houtte